# كونراد كاين
كونراد كاين (بالألمانية: Konrad Kain)‏ هو متسلق جبال نمساوي وكندي، ولد في 10 أغسطس 1883 في النمسا، وتوفي في 2 فبراير 1934 في كرانبروك في كندا.